# MKE Ankaragücü
Der MKE Ankaragücü (offiziell: Makina Kimya Endüstrisi Ankaragücü Spor Kulübü; deutsch Mechanisch-chemische Industrie Ankaragücü Sport Club) ist ein Fußballverein aus der türkischen Hauptstadt Ankara. Der Klub spielte lange Zeit in der höchsten Spielklasse des türkischen Fußballs und gehört zu den ältesten und traditionsreichsten Vereinen der Türkei.

## Geschichte
MKE Ankaragücü wurde 1904 unter dem Namen Altınörs İdman Yurdu in Zeytinburnu (Istanbul) gegründet. Die Mannschaft spielte damals in der Istanbuler Freitags Liga.
Der Klub wanderte in die spätere Hauptstadt nach Ankara. Über diesem Umzug gibt es einige Theorien. Eine dieser Theorien besagt, dass die Mannschaft sich in zwei Gruppen aufgeteilt hat und deren Kapitänen Şükrü Abbas sowie Agah Orhan gefolgt sind. Die Gruppe von Spielern mit Şükrü Abbas als Kapitän verließ die Mannschaft und gründete Turan Sanatkarangücü. Dies geschah im Jahr 1910, dieses Jahr gilt offiziell als das Gründungsjahr Ankaragücüs. Altınörs İdman Yurdu und Turan Sanatkarangücü schickten während des Ersten Weltkrieges ihre Spieler an die Front. Nach dem Krieg vereinigten sich die beiden Klubs und traten als AS-FA Gücü auf. Im Jahr 1948 nannte man sich in Ankaragücü um. Ankaragücü gehört zu den Mannschaften, die in der ersten Saison der Süper Lig spielten.
Die bislang größten Erfolge feierte die Mannschaft in den Jahren 1972 und 1981 mit dem Gewinn des türkischen Pokales. Nachdem der Klub sich für die ausstehenden Gehaltszahlungen seiner ehemaligen Spieler Ergin Keleş und Muhammed Türkmen nicht einigen konnte, verhängte der türkische Fußballverband im Januar 2014 erneut ein Transferverbot. Der Verein hatte sich erst kurz zuvor von einem vorherigen Transferverbot befreien können. Etwa zehn Tage nach diesem Transferverbot überwies der Verein beiden Spielern ihre ausstehenden Gehälter und erwirkte so die Aufhebung der Transfersperre. Mit 48 Spielzeiten ist MKE Ankaragücü nach Beşiktaş Istanbul, Fenerbahçe Istanbul und Galatasaray Istanbul die längste Zeit in der Süper Lig.

### 2010er-Jahre
Am Ende der Saison 2011/12 stieg Ankaragücü aus der 1. Liga ab sowie im Folgejahr auch aus der 2. Liga und spielte erstmals in der Vereinsgeschichte drittklassig.
Zum Saisonstart 2015/16 verhängte der türkische Fußballverband auf Direktive der FIFA gegen MKE Ankaragücü einen Sechspunkteabzug. Begründet wurde das mit den Transfer- und Gehaltsproblemen, die der Verein mit seinem früheren Spieler Jaroslav Černý hatte.
Die Saison 2016/17 beendete der Verein als Meister der TFF 2. Lig und kehrte damit nach vier Jahren in die TFF 1. Lig zurück.

## Erfolge
- Sieger des Türkischen Fußballpokals (2): 1971/72, 1980/81
- Tabellenvierter der Süper Lig (4): 1963/64, 1972/73, 1984/85, 2001/02
- Meister der TFF 1. Lig und Aufstieg in die Süper Lig: 1968/69, 1976/77, 2017/18
- Meister der TFF 2. Lig und Aufstieg in die TFF 1. Lig: 2016/17

## Rekordspieler
| Rang                    | Name              | Einsätze | Zeitraum  |
| ----------------------- | ----------------- | -------- | --------- |
| 01.                     | Hakan Kutlu       | 356      | 1992–2007 |
| 02.                     | Hayati Soydaş     | 309      | 1985–1999 |
| 03.                     | Gökmen Barış      | 268      | 1994–2004 |
| 04.                     | Yılmaz Özlem      | 222      | 1997–2005 |
| 04.                     | Aydın Tohumcu     | 222      | 1961–1975 |
| 06.                     | Haluk Kargın      | 220      | 1993–2003 |
| 07.                     | Temel Keskindemir | 228      | 1969–1979 |
| 08.                     | Adem Kurukaya     | 221      | 2000–2006 |
| 09.                     | Hüsnü Özkara      | 211      | 1982–1990 |
| 09.                     | Selçuk Yalçıntaş  | 211      | 1963–1975 |
| 11.                     | Hakan Keleş       | 202      | 1998–2005 |
| 12.                     | Erhan Çağlayans   | 200      | 1983–1993 |
| Stand: 29. Februar 2016 |                   |          |           |

| Rang                    | Name                | Tore | Einsätze | Tor/Spiel |
| ----------------------- | ------------------- | ---- | -------- | --------- |
| 01.                     | Ertan Adatepe       | 69   | 137      | 0,5       |
| 02.                     | Halil İbrahim Eren  | 53   | 123      | 0,43      |
| 03.                     | Candan Dumanlı      | 52   | 190      | 0,27      |
| 04.                     | Augustine Ahinful   | 44   | 103      | 0,43      |
| 05.                     | Sead Šabotić        | 40   | 78       | 0,51      |
| 05.                     | Hakan Keleş         | 40   | 202      | 0,2       |
| 07.                     | Ali Osman Renklibay | 38   | 113      | 0,34      |
| 08.                     | Cafer Aydın         | 37   | 89       | 0,42      |
| 09.                     | Umut Bulut          | 36   | 90       | 0,4       |
| 10.                     | Ohene Kennedy       | 35   | 106      | 0,33      |
| 11.                     | Hayri Şenere        | 31   | 115      | 0,27      |
| Stand: 29. Februar 2016 |                     |      |          |           |

## Stadion
MKE Ankaragücü trägt seine Heimspiele im 22.000 Zuschauer umfassenden  Eryaman Stadyumu aus. Es ist auch gleichzeitig das Heimstadion der Stadtrivalen Gençlerbirliği Ankara und Hacettepe SK.

## Fans
Ankaragücü genießt in Ankara starken Rückhalt und hat in jeder Saison, unabhängig davon, in welcher Liga man spielt, hohe Zuschauerzahlen zu verzeichnen. Die Ultras nennen sich Gecekondu, Gecekondu ist die türkische Bezeichnung für eine informelle Siedlung, also ein ungeplantes Viertel mit primitiven Unterkünften am Rande einer Großstadt. Übersetzt bedeutet es so viel wie „nachts hingestellt“ (türkisch gece: Nacht). Da viele der Ultras in diesen Gecekondu-Vierteln wohnten, übernahmen sie einfach die Bezeichnung Gecekondu als ihren Namen.
Die Fans von Ankarügücü gelten als fanatische und bedingungslose Unterstützer ihres Vereins und sind in der Vergangenheit auch durch gewalttätige Auseinandersetzungen auffällig geworden. Auf den Tribünen unterstützen sie ihre Mannschaft lautstark. Eine enge Freundschaft pflegt man zu den Fans von Bursaspor, gemeinsam nennen sich die Fans Bursankara, eine Zusammensetzung beider Stadtnamen. Rivalitäten bestehen zu Göztepe Izmir und Manisaspor.

## Ligazugehörigkeit
- 1. Liga: 1959–1968, 1969–1976, 1977–1978, 1981–2012, 2018–2021, 2022–2024
- 2. Liga: 1968–1969, 1976–1977, 1978–1981, 2012–2013, 2017–2018, 2021–2022, 2024–ldf.
- 3. Liga: 2013–2017

## Aktueller Kader 2024/25
- Letzte Aktualisierung: 30. März 2025[5]

| Nr.        | Nat.                         | Name                    | Geburtstag    | im Verein seit | Vertrag bis |     |
| Tor        | Tor                          | Tor                     | Tor           | Tor            | Tor         | Tor |
| ---------- | ---------------------------- | ----------------------- | ------------- | -------------- | ----------- | --- |
| 01         | Turkei                       | Erten Ersu              | 21. Apr. 1994 |                |             |     |
| 25         | Turkei                       | Ertaç Özbir             | 25. Okt. 1989 | 2024           | 2025        |     |
| 28         | Turkei                       | Fatih Demir             | 2. März 2006  | 2024           | 2028        |     |
| 91         | Turkei                       | Görkem Cihan            | 14. Aug. 2006 | 2024           | 2029        |     |
| Abwehr     |                              |                         |               |                |             |     |
| 03         | Turkei                       | Halil İbrahim Pehlivan  | 1. Jan. 1997  | 2024           | 2025        |     |
| 04         | Turkei                       | Mert Çetin              | 1. Jan. 1997  | 2024           | 2025        |     |
| 05         | Portugal                     | Diogo Coelho            | 14. Sep. 1993 | 2024           | 2025        |     |
| 16         | Turkei                       | İsmail Çokçalış         | 21. Juni 2000 | 2024           | 2026        |     |
| 21         | Turkei                       | „Mahmut Tekdemir“       | 20. Jan. 1988 | 2024           | 2025        |     |
| 24         | Niederlande                  | Özgür Aktaş             | 27. Jan. 1997 |                |             |     |
| 26         | Deutschland                  | Nico Schulz             | 1. Apr. 1993  | 2024           | 2026        |     |
| 77         | Turkei                       | Hayrullah Bilazer       | 20. Mai 1995  | 2023           | 2025        |     |
| Mittelfeld |                              |                         |               |                |             |     |
| 06         | Turkei                       | Cem Türkmen             | 29. März 2002 | 2023           | 2026        |     |
| 10         | Polen                        | Michał Rakoczy          | 30. März 2002 |                |             |     |
| 11         | Portugal                     | Dálcio Gomes            | 22. Mai 1996  |                |             |     |
| 23         | Turkei                       | Ali Kaan Güneren        | 8. Apr. 2000  | 2021           | 2027        |     |
| 30         | Deutschland                  | Mesut Kesik             | 2. Mai 2003   | 2024           | 2027        |     |
| 35         | Aserbaidschan                | Hasan Nazarlı           | 7. Jan. 2007  | 2024           |             |     |
| 40         | Turkei                       | Yusuf Gültekin          | 12. März 1993 | 2024           | 2025        |     |
| 70         | Osterreich                   | Enes Tepecik            | 11. März 2004 |                |             |     |
| 88         | Turkei                       | Osman Çelik             | 27. Nov. 1991 | 2024           | 2026        |     |
| Sturm      |                              |                         |               |                |             |     |
| 08         | Deutschland                  | Prince Owusu            | 7. Jan. 1997  |                |             |     |
| 09         | Bosnien und Herzegowina      | Riad Bajić              | 6. Mai 1994   | 2023           | 2025        |     |
| 19         | Turkei                       | Sirozhiddin Astanakulov | 26. Jan. 2006 | 2023           | 2026        |     |
| 22         | Rumänien                     | Dorin Rotariu           | 29. Juli 1995 | 2024           | 2025        |     |
| 29         | Jamaika                      | Renaldo Cephas          | 18. Dez. 1999 | 2021           | 2027        |     |
| 94         | Kongo Demokratische Republik | Gaëtan Laura            | 6. Aug. 1995  |                |             |     |

## Bekannte ehemalige Spieler
- Elvir Baljić
- Hasan Şaş 4
- İlhan Mansız
- Hami Mandıralı
- Fatih Akyel
- Orkun Uşak
- Erhan Albayrak
- Ceyhun Eriş
- Umut Bulut
- Ahmet Dursun
- Emre Güngör
- Victor Agali
- Darius Vassell
- Jérôme Rothen
- Jaroslav Černý
- Norman Mapeza
- Fahrettin Cansever 3, 4

## Trainer (Auswahl)
- Waleri Nepomnjaschtschi (Juli 1993 – Dezember 1993)
- Tınaz Tırpan (November 1995 – Mai 1996)
- Jozef Jarabinský (Juni 1996 – Mai 1997)
- Samet Aybaba (Juli 1997 – November 1998)
- Tınaz Tırpan (Juli 1999 – September 1999)
- Gheorghe Mulțescu (Oktober 1999 – März 2000)
- Ersun Yanal (August 2000 – Mai 2002)
- Mihai Stoichiță (Juli 2002 – Januar 2003)
- Safet Sušić (September 2005 – Februar 2006)
- Vlado Bozinovski (August 2006 – September 2006)
- Hans-Peter Briegel (Juli 2007 – November 2007)
- Hakan Kutlu (August 2008 – Oktober 2008)
- Hakan Kutlu (Januar 2009 – März 2009)
- Roger Lemerre (Januar 2010 – Mai 2010)
- Ümit Özat (Mai 2010 – Februar 2011)
- Hakan Kutlu (Dezember 2011 – Mai 2012)
- Fuat Akyüz (November 2013 – April 2014)
- Celal Kıprızlı (April 2014 – Mai 2014)
- Muammer Özdemir (Juni 2014 – Oktober 2014)
- Mustafa Kaplan (Oktober 2014 – Dezember 2014)
- İsmet Taşdemir (August 2016 – Mai 2017)
- İsmail Kartal (Juni 2017 – Dezember 2018)
- Bayram Bektaş (Dezember 2018 – Januar 2019)
- Mustafa Kaplan (Januar 2019 – Mai 2019)
- Metin Diyadin (August 2019 – November 2019)
- Mustafa Kaplan (November 2019 – Januar 2020)
- Mustafa Reşit Akçay (Januar 2020 – )

## Präsidenten (Auswahl)
- Fatih Mert
- Mehmet Yiğiner
- Faruk Koca